# Wilkowscy herbu Pobóg

Herb Pobóg

Wilkowscy – polska rodzina szlachecka pieczętująca się herbem Pobóg.  
Rodzina Wilkowskich herbu Pobóg, wywodząca się z województwa ruskiego, w XV wieku osiadła w województwie podolskim, gdzie posiadała znaczne dobra, m.in.: Czemerowce nad Żwańczykiem, części Kupina, Oleksińca i Skipcza oraz Łysowody, Nowosiółkę, Poczapińce i Kryniczany, z których znaczna część z czasem przeszła w ręce rodziny Telefusów herbu Łabędź. 

## Przedstawiciele rodu
- Jan Wilkowski (zm. 1533) – chorąży kamieniecki, rotmistrz królewski
- Kacper Wilkowski (ok. 1530–p. 1589) – podstarości i łowczy kamieniecki